# Willy Wittig
Willy Wittig (* 26. April 1902 in Chemnitz; † 15. September 1977 in Karl-Marx-Stadt) war ein deutscher Maler, Grafiker und Illustrator.

## Leben
Willy Wittig eignete sich seine künstlerischen Fähigkeiten weitgehend autodidaktisch an. Er war von 1932 bis 1940 freischaffend tätig. Von 1940 bis 1945 arbeitete er als Kaufmännischer Angestellter. In den Jahren 1952 bis 1962 lehrte Wittig als Dozent für Malerei und Grafik an der Volkshochschule Karl-Marx-Stadt und war von 1950 bis 1970 Leiter eines Zirkels für Bildnerisches Volksschaffen. Zu seinen Schülern gehörte Axel Wunsch.
Gemeinsam mit Rudi Gruner, Will Schestak und Gerhard Klampäckel gestaltete Wittig den kulturellen Neubeginn in Karl-Marx-Stadt. Er war Mitglied im Verband Bildender Künstler der DDR.

## Fotografische Darstellung Wittigs
- Christine Stephan-Brosch: Porträt Willy Wittig (1973–1976)[1]

## Werke (Auswahl)

### Tafelbilder
- Komposition II (zwischen 1925 und 1930; Öl, 49 × 62,8 cm; Museum am Theaterplatz Chemnitz; Inv. 957)

- Komposition mit Gefäßen (1933, Öl)[2]
- Zirkus (1952, 44,3 × 55,3 cm; Museum am Theaterplatz, Inv. 948)

### Aquarelle
- Landschaft mit Wolke (vor 1947, 39 × 48 cm)[3]

- Im Cafe am Ofen (1947, 40 × 48 cm; Museum am Theaterplatz)
- Trümmer (29,4 × 42,7 cm; Museum am Theaterplatz)

## Beteiligung an Ausstellungen (unvollständig)
- 1946: Chemnitz, Kaufstätte Merkur („Chemnitzer Künstler stellen aus“)[4]

- 1947: Freiberg, Stadt- und Bergbaumuseum ("2. Ausstellung Erzgebirgischer Künstler")[5]

- 1948: Freiberg, Stadt- und Bergbaumuseum („3. Ausstellung Erzgebirgischer Künstler“)[6]
- 1948: Chemnitz, Schlossberg-Museum, und Glauchau, Stadt- und Heimatmuseum Glauchau („Mittelsächsische Kunstausstellung“)[7]
- 1963: Karl-Marx-Stadt, Museum am Theaterplatz ("10 Jahre Architektur, bildende Kunst und bildnerisches Volksschaffen")[8]
- 1974: Karl-Marx-Stadt, Bezirkskunstausstellung

### Postum
- 1984/1985 Karl-Marx-Stadt, Städtisches Museum am Theaterplatz („Retrospektive 1945 – 1984. Bildende Kunst im Bezirk Karl-Marx-Stadt“)
- 2018/2019: Chemnitz, Neue Sächsische Galerie („Generation im Schatten“)[9]